# Mecyna tricolor
Mecyna tricolor is een vlinder uit de familie van de grasmotten (Crambidae). De wetenschappelijke naam van de soort is voor het eerst gepubliceerd in 1879 door Arthur Gardiner Butler.
De soort komt voor in Japan (Yokohama).